# Ренка
Ренка (ісп. Renca) — комуна в Чилі. Одна з міських комун міста Сантьяго. Входить до складу провінції Сантьяго і Столичного регіону.

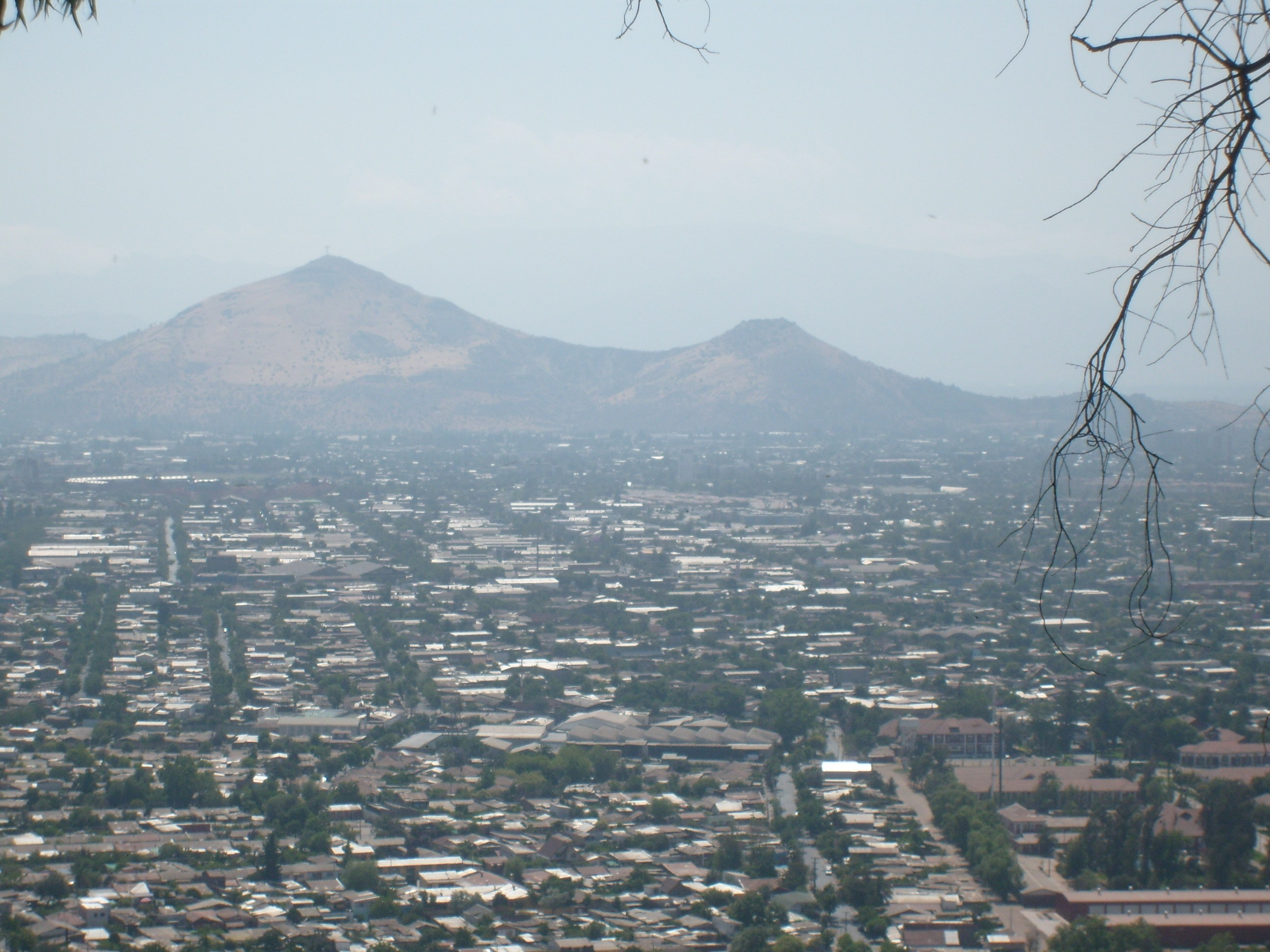

Територія — 24 км². Чисельність населення — 147 151 мешканець (2017). Щільність населення - 6131,3 чол./км².

## Розташування
Комуна розташована на північному заході міста Сантьяго.
Комуна межує:
- на півночі - з комуною Кілікура
- на сході — з комунами Кончалі та Індепенденсія
- на півдні - з комуною Серро-Навія, Кінта-Нормаль
- на заході — з комуною Пудауель